# Końskowola
Końskowola egy falu Délkelet-Lengyelországban. A Kurówka folyó mentén helyezkedik el, Puławy és Lublin között. Lakónépessége 2188 fő volt 2004-ben. A falu nevének jelentése 'lovak hegye', de az elnevezés nem ebből származik, hanem egy falutípus nevének (Wola) és tulajdonosának, Jan z Koninának a nevéből.

## Történelme
A falut a 14. században alapíthatták, Witowska Wola névvel. Mint saját tulajdonban lévő birtok, a környező települések élelmiszer-ellátásának a központja volt, és több textilgyárat is telepítettek ide. 1795-ben, Lengyelország harmadik felosztása után Ausztria bekebelezte ezt a kis települést is. 1809-től a Varsói Hercegség, majd a Lengyel Királyság része lett. A második világháború alatt német csapatok állomásoztak a faluban, majd gettót alapítottak, ahová szlovákiai zsidókat deportáltak. 1944-ben a Vörös Hadsereg közeledése miatt a németek fel akarták gyújtani a falut, de erre nem került sor. A lengyel földalatti szervezet, a Honi Hadsereg (Armia Krajowa) harcra kényszerítette a német egységeket, amely az egyesített antifasiszta erők győzelmével zárult.